# Богатово
Бога́тово (болг. Богатово) — село в Габровській області Болгарії. Входить до складу общини Севлієво.

## Населення
За даними перепису населення 2011 року у селі проживали 420 осіб.
Національний склад населення села:
| Національність   | Кількість осіб | Відсоток |
| ---------------- | -------------- | -------- |
| болгари          | 360            | 88,7%    |
| турки            | 44             | 10,8%    |
| Всього відповіли | 406            |          |

Розподіл населення за віком у 2011 році:
Динаміка населення: